# جابريلي باوليتي
جابريلي باوليتي (بالإيطالية: Gabriele Paoletti)‏ (11 أبريل 1978 بروما في إيطاليا - ) هو لاعب كرة قدم إيطالي في مركز حراسة المرمى. لعب مع نادي أودينيزي ونادي تورينو ونادي روما ونادي ريجيانا 1919 ونادي مسينا ونادي مودينا وL'Aquila 1927 ‏ ونادي أريتسو وفيتربيسي 1908 ولانشانو كالتشيو 1920 ‏.